# Siłownik
Siłownik – urządzenie wykonawcze, w którym energia czynnika roboczego jest zamieniana na energię mechaniczną ruchu postępowego, kątowego lub krzywoliniowego, nazywanego skokiem. Ruch kątowy w siłowniku jest rozumiany jako powtarzalny obrót, nieprzekraczający najczęściej 360°.

## Podział siłowników

Częściowy przekrój: siłownik pneumatyczny

Siłownik dwustronnego działania

Siłowniki klasyfikuje się głównie ze względu na budowę i rodzaj medium. Dzieli się je ze względu na:
Medium robocze na
- elektryczne
- pneumatyczne
- hydrauliczne

Konstrukcję – rodzaj ruchu
- liniowe[1]
  - jednostronnego działania
  - dwustronnego działania
- kątowe
- krzywoliniowe

Konstrukcję – postać tłoka
- tłokowe[1]
  - jednotłokowe
  - dwutłokowe
- beztłokowe[1]
  - membranowe
  - mieszkowe
  - workowe i dętkowe

Konstrukcję – postać tłoczyska
- z jednostronnym tłoczyskiem[1]
- z dwustronnym tłoczyskiem[1]
- beztłoczyskowe

Konstrukcję – specyficzną budowę
- teleskopowe
- udarowe
- muskuły pneumatyczne
- inne